# Juan Enrique García
Juan Enrique García (16 de abril de 1970) é um ex-futebolista venezuelano que atuava como atacante.

## Carreira
Juan Enrique García integrou a Seleção Venezuelana de Futebol na Copa América de 1999.